# Кравцов, Виктор Фомич
Виктор Фомич Кравцов (22 ноября 1932 — 6 ноября 2014) — советский геолог, лауреат Ленинской премии.

## Биография
Родился в Морозовске Ростовской области.
Окончил горный факультет Новочеркасского политехнического института (с отличием). По распределению приехал в Норильск (4 августа 1955 года), работал в Норильской комплексной геологоразведочной экспедиции (НКГРЭ):
- 1955—1956 старший техник-геолог в Кайерканской угольной партии;
- 1956—1958 геолог и старший геолог Горозубовской партии;
- 1958—1960 старший геолог и одновременно главный инженер Имангдинской геологоразведочной партии;
- 1960—1962 старший геолог геологического отдела НКГРЭ.
- 1962—1974 главный геолог Западно-Хараелахской партии,
- с 1974 года руководитель сводной камеральной группы по генеральному подсчёту запасов Талнахского рудного узла.
- с 1980 г. главный геолог производственной геологической партии.

Несколько лет был главным геологом Норильской комплексной геолого-разведочной экспедиции, исполнял обязанности начальника экспедиции. С апреля по декабрь 1993 ведущий геолог геологического отдела Норильской КГЭ.
В декабре 1993 года уволился из Норильской КГЭ и 7 лет работал в комитете природных ресурсов Таймырского автономного округа.
9 июля 1960 года Кравцов, участковый геолог Южно-Пясинской партии Нестеровский и младший геолог той же партии Кузнецов у подошвы горы Отдельной обнаружили коренной выход интрузии. Так было открыто Талнахское месторождение.
В 1962 году Западно-Хараелахская партия (главный геолог Кравцов) обнаружила мощную интрузию, которая впоследствии вошла в состав Октябрьского месторождения.
Ленинская премия 1965 года — за открытие, разведку и изучение Талнахского месторождения. Почётный гражданин Норильска (2013).
Награждён орденами Ленина (1976), Трудового Красного Знамени, знаком «Отличник разведки недр». Заслуженный геолог Российской Федерации.
С 2002 года на пенсии, жил в Санкт-Петербурге.
Похоронен в пос. Мурино Всеволожского района Ленинградской обл. (Ново-Муринское кладбище).